# Jean-Sylvain Emien Mambé
Pour les articles homonymes, voir Mambé.
Jean-Sylvain Emien Mambé, né le 16 septembre 1970 à Jacqueville, est un religieux ivoirien, archevêque catholique et diplomate du Saint-Siège.

## Parcours
Jean-Sylvain Emien Mambé a reçu le sacrement de l'ordre pour le diocèse de Yopougon le 14 décembre 1997. Il a obtenu son doctorat en droit canonique à l' Université pontificale urbanienne de Rome en 2005 avec la thèse « Le droit » au service de la mission de l'église. Le 1er juillet 2005, Jean-Sylvain entre au service diplomatique du Saint-Siège. Après une formation à l'Académie diplomatique pontificale, il a servi dans les nonciatures en Angola (en) de 2005 à 2008, au Nigeria (en) de 2008 à 2011, en  Nouvelle-Zélande (en) de 2011 à 2014, en Espagne de 2014 à 2017, en République tchèque de 2017 à 2020, Guinée (en) et Mali (en) de 2020 à 2022. Le 1er juillet 2008, le pape Benoît XVI lui a décerné le titre honorifique d'aumônier papal honoraire  et avec le pape François, il a reçu le titre honorifique de « prélat papal honoraire » en 2019. Le 2 février 2022, le pape François le nomme archevêque titulaire de Potentia in Piceno (de) et nonce apostolique au Mali. Le Cardinal secrétaire d'État Pietro Parolin lui donne l'ordination épiscopale le 7 mai de la même année à la Cathédrale Saint-Paul d'Abidjan. Les co-consécrateurs étaient l'archevêque d'Abidjan, le cardinal Jean-Pierre Kutwa, et l'évêque de Yopougon, Salomon Lezoutié. Le 12 novembre 2022, le pape François l'a également nommé nonce apostolique en Guinée (en).